# آشتون هولمز
آشتون هولمز (انگلیسی: Ashton Holmes؛ زادهٔ ۱۷ فوریهٔ ۱۹۷۸) یک هنرپیشه اهل ایالات متحده آمریکا است. وی از سال ۲۰۰۳ میلادی تاکنون مشغول فعالیت بوده‌است.
از فیلم‌ها یا برنامه‌های تلویزیونی که وی در آن نقش داشته‌است می‌توان به سابقه خشونت، جنگجوی صلح طلب، کولاک، افراد باهوش و اقیانوس آرام اشاره کرد.